# Daklozen Actie Komité
Het Daklozen Actie Komité (DAK) was een Belgische belangenvereniging van vrijwilligers die zich inzetten voor de strijd tegen het fenomeen van de dakloosheid in de stad Antwerpen.
Het DAK ontstond in 1994 in een kraakpand, een voormalig OCMW-opvangtehuis, aan de Pachtstraat in de Antwerpse wijk Sint-Andries. De stad Antwerpen wilde op de plek appartementen oprichten en trachtte krakers te ontmoedigen door nutsvoorzieningen onklaar te maken. Deze daad leidde tot gemediatiseerd protest en in oktober 1994 ontstond met de hulp van Payoke de huidige verzetsgroep. Na een jaar protest en met een nieuwe winter in het vooruitzicht hielden de krakers het voor gezien. DAK kreeg na onderhandelingen met de stad de beschikking over een lokaal en een appartement aan de Steenbergstraat, dat tot 2001 werd gebruikt en waarin een 100-tal personen werden opgevangen. Nadien viel de werking op de plek uit elkaar.
Tussen 2000 en 2007 werd het Badhuis aan de Burchtgracht gekraakt. In 2008 werd het voormalig Dominicanenklooster in de Kievitwijk door het provinciebestuur van Antwerpen voorlopig ter beschikking gesteld van het Daklozen Actie Komité zodat ze er nachtopvang, een inloop, keukenprojecten, kunstateliers, muziekprojecten, een IT workshop, een freeshop, een fietsatelier, woonprojecten en dergelijke meer konden organiseren.. Eind 2010 trok het DAK echter stante pede uit het complex weg omdat ze het niet langer namen dat in hun ogen de overheid hen systematisch als makkelijke uitweg zou gebruiken om hulpbehoevenden op te vangen zonder zelf iets te moeten ondernemen.